# Beatriu de Castella i de Molina
Beatriu de Castella (Toro, 8 de març de Zamora 1293 - Lisboa, 25 d'octubre de 1359), infanta de Castella i reina consort de Portugal (1325-1357).

## Orígens familiars
Filla del rei Sanç IV de Castella i la seva esposa Maria de Molina, fou germana del rei Ferran IV de Castella.

## Núpcies i descendents
El 12 de setembre de 1309 es casà a Lisboa amb l'hereu i futur rei Alfons IV de Portugal, fill de Dionís I de Portugal. D'aquesta unió tingueren:
- la infanta Maria de Portugal (1313-1357), casada el 1328 amb Alfons XI de Castella
- l'infant Alfons de Portugal (1315)
- l'infant Dionís de Portugal (1317-1318)
- l'infant Pere I de Portugal (1320-1367), rei de Portugal
- la infanta Isabel de Portugal (1324-1326)
- l'infant Joan de Portugal (1326-1327)
- la infanta Elionor de Portugal (1328-1348), casada el 1347 amb Pere IV d'Aragó

Va morir el 25 d'octubre de 1359 a Lisboa, on fou enterrada.